# Trilho
Os trilhos (português brasileiro) ou carris (português europeu) são perfis de aço laminado, dispostos de forma paralela entre si, que formam as denominadas vias-férreas por onde podem circular trens (comboios), bondes (elétricos)e  automotoras. 

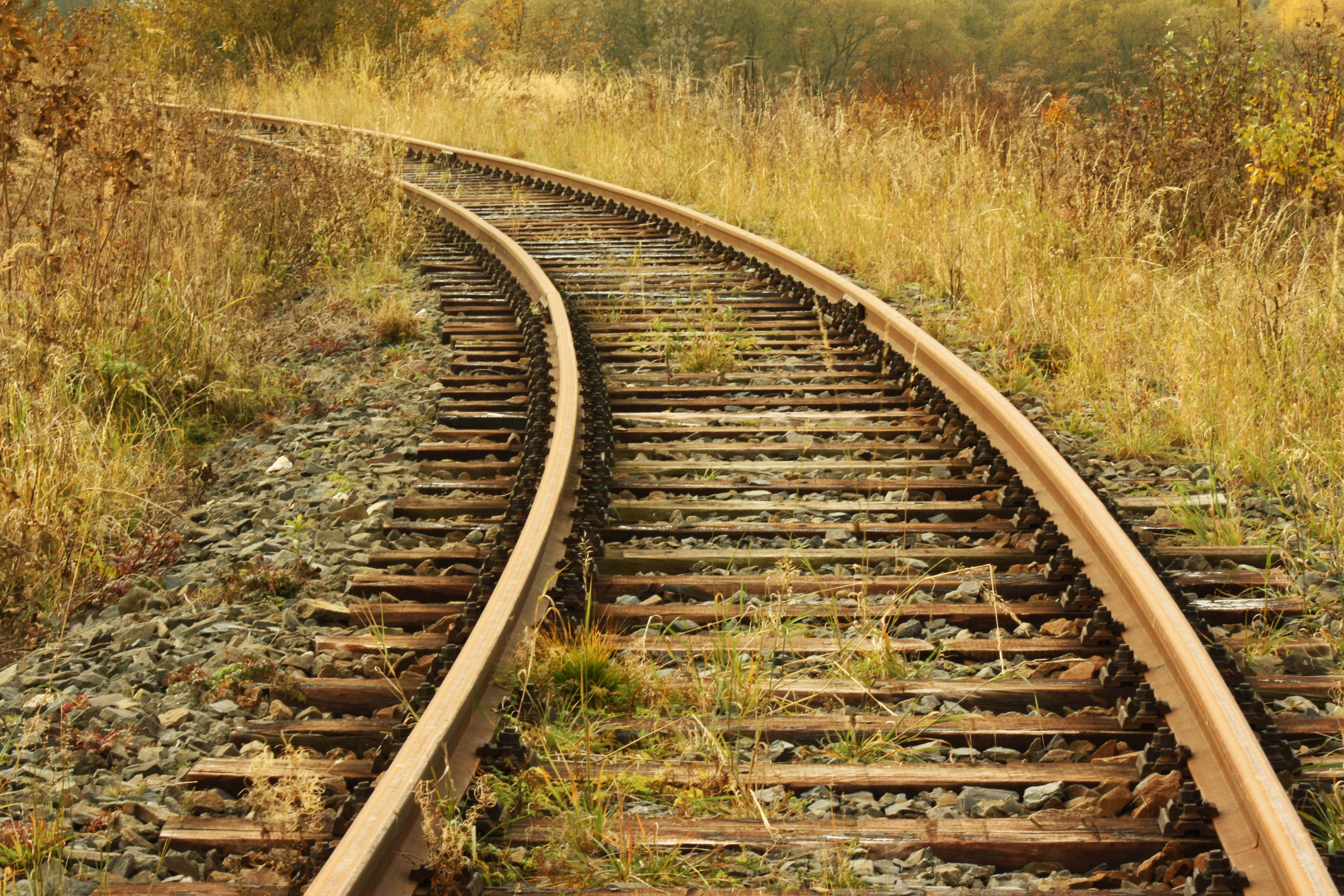
Carris/trilhos de uma linha férrea

Os trilhos são montados sobre dormentes (travessas) as quais são peças de madeira, de concreto (betão) armado, de aço ou ainda de polímeros. Os trilhos, ou carris, são fixados sobre os dormentes, ou travessas, através de elementos de fixação, compostos por grampos ou tirafundos. As travessas ou dormentes assentam por sua vez em cima de brita, composto por rochas trituradas em granulometrias definidas.  
Esses fragmentos de rochas variadada sobre as quais se assentam os dormentes recebem o nome de balastro e têm a função de dar estabilidade ao sistema e também de facilitar a drenagem da via férrea.  Em relação à estabilidade, seu objetivo é distribuir as cargas impostas ao solo de maneira uniforme, em uma superfície maior, para manter o trem nos trilhos, adequadamente. Um motivo secundário para a colocação dessas pedras consiste no fato de que elas inibem o crescimento de vegetação prejudicial ao deslocamento dos trens sobre os trilhos.
Os trilhos ou carris também podem ser utilizados para formar o caminho de rolamento de uma ponte rolante.
É comum atribuir a designação de trilho ou carril a qualquer dispositivo que permita o guiamento ou o suporte e o guiamento de rodas, ganchos ou outros. Assim, em português do Brasil, as portas de correr têm trilhos, e também as cortinas, mas em português europeu as cortinas e os bancos de automóvel têm calhas ou guias.

A partir da Esq.: tipo UIC 60, tipo Vignole, tipo gola ou a garganta, tipo duplo cogumelo: simétrico, e assimétrico

O perfil de carril mais comum utilizado na ferrovia é o designado perfil "Vignol".

## Partes
- o boleto, cuja face superior constitui a mesa de rolamento;
- a alma, parte vertical ligando o boleto ao patim;
- o patim, base inferior que assenta sobre as travessas, alargada e oferecendo resistência à alteração da inclinação transversal dos carris.